# بلجیو سوپریوره
بلجیو سوپریوره (به ایتالیایی: Bleggio Superiore) یک کومونه در ایتالیا است که در ترنتینو واقع شده‌است.

## خصوصیات
بلجیو سوپریوره ۳۲٫۷ کیلومترمربع مساحت و ۱٬۵۴۰ نفر جمعیت دارد.